# Libnotes perparvuloides
Libnotes perparvuloides är en tvåvingeart som först beskrevs av Alexander 1935.  Libnotes perparvuloides ingår i släktet Libnotes och familjen småharkrankar.
Artens utbredningsområde är Taiwan. Inga underarter finns listade i Catalogue of Life.